# Gustav Witte (Pilot)
Gustav Witte (* 21. Juli 1870; † 15. März 1912 in Berlin) war ein deutscher Pilot.

## Leben
Gustav Witte übte in Berlin den Beruf eines Briefträgers aus, beschloss aber nach den Flügen Hans Grades im Oktober 1909, Pilot zu werden. Im Dezember desselben Jahres kaufte er zusammen mit einem Bekannten einen alten, abgewrackten Wright-Doppeldecker von der Ikarus-Gesellschaft und baute ihn in mühevoller Arbeit 1910 auf dem Flugplatz Johannisthal wieder auf. Für den dazugehörigen 33-PS-N.A.G.-Motor konstruierte er wegen des fehlenden Wasserkühlers einen neuen. Mit diesem Doppeldecker brachte er sich 1911 schrittweise das Fliegen selbst bei. Am 22. August 1911 legte er vor zwei Zeugen des Deutschen Luftfahrer-Verbandes die Flugprüfung ab und erhielt als 97. Pilot das deutsche Flugzeugführer-Patent. Kurz darauf siedelte er nach Teltow über und eröffnete in Kooperation mit der Flugmaschine Wright GmbH seine eigene Flugschule. Schüler von ihm waren unter anderem Karl Mohns und Alfred Friedrich, der 1912/13 mehrere Rekorde aufstellte.
Vom 24. September bis 1. Oktober 1911 nahm Witte an der Johannisthaler Herbstflugwoche teil und belegte trotz seiner veralteten Flugkonstruktion den mit 2810 Mark dotierten dritten Platz. Einen Nachtflug bei Mondschein absolvierte er am 5. März 1912.
Am 15. März 1912 veranstaltete Witte vor einigen Schülern trotz böigen Windes ein Schaufliegen. Wahrscheinlich infolge eines Materialfehlers ging sein Flugapparat in einer Kurve plötzlich in steilen Gleitflug über. Witte stürzte aus 50 Metern ungebremst ab und verstarb noch an der Unfallstelle.

## Sonstiges
Der Berliner Bevölkerung war Gustav Witte aufgrund seines Berufes als „Fliegender Briefträger“ ein Begriff.